# Hasaka
Hasaka (asyrsky ܚܣܟܗ, arabsky الحسكة al-Hasaka, kurdsky Hesîçe) je hlavní město guvernorátu Hasaka a nachází se na úplném severovýchodě Sýrie. S populací 188 160 obyvatel patří mezi 10 největších měst v Sýrii. Obyvatelstvo je smíšené – Arabové, Kurdové, Asyřané a Arméni. Městem protéká řeka Chábúr.